# Tempel van Minerva Medica (Esquilijn)
De Tempel van Minerva Medica was een tempel ter ere van Minerva in het oude Rome.
De tempel werd in de republikeinse tijd gebouwd. De geschiedenis van het gebouw is niet meer bekend, maar het bestaan ervan blijkt uit een vermelding door Cicero, een antieke inscriptie en uit twee vierde-eeuwse stadsgidsen. De stadsgidsen plaatsen de Tempel van Minerva Medica in het 5e district van Rome, dat ongeveer de heuvel Esquilijn besloeg. In 1887 werden aan de Via Carlo Botta enkele favissae opgegraven. Dit waren kuilen in een tempel waarin ex voto's werden bewaard. Tussen de honderden fragmenten die werden gevonden waren er enkele met de naam van Minerva. Deze favissae behoorden zeer waarschijnlijk tot de Tempel van Minerva Medica, maar van het gebouw zelf zijn geen restanten teruggevonden.
Het grote antieke gebouw met de ingestorte koepel dat naast de sporen van het Station Roma Termini staat, heeft ook eeuwenlang bekendgestaan als de Tempel van Minerva Medica. Volgens een overlevering werd aan het begin van de 17e eeuw in de directe omgeving een antiek beeld van Athena Giustiniani (De Romeinse godin Minerva was gelijkgesteld aan de Griekse godin Athena) aangetroffen en men ging ervan uit dat dit dan ook de tempel voor Minerva was. Dit gebouw is echter geen tempel, maar een nymphaeum, dat in de 3e eeuw werd gebouwd, waarschijnlijk in de tuinen van de Licinii-familie.

## Voetnoot
1. ↑  Cicero, De Divinatione 2.123
2. ↑  CIL, 6.10133
3. ↑  Notitia & Curiosum, Regio V

## Referentie
- L. Richardson, jr, A New Topographical Dictionary of Ancient Rome, Baltimore - London 1992. pp.256. ISBN 0801843006